# 虞羨
虞 羡（ぐ い、黄武6年（227年） - 太康5年8月27日（284年9月23日））は、中国三国時代の呉の武将・政治家。字は敬悌。揚州会稽郡余姚県の人。虞翻の一族。

## 生涯
呉に出仕して牙門将・裨将軍を歴任した。
太康の役の時には呉帝孫晧の降伏に従わず、西晋にも出仕しなかった。
西晋の太康5年（284年）8月27日庚子の正午、57歳で亡くなった。子供は8人いたという。
また虞羡は文化にも通じており、現代でも残る「武人茶」を創造したという。

## 虞羡碑
浙江省余姚県穴湖村では呉の遺物『虞羡碑』が出土しており、この記載内容により虞羡の生涯が判明した。
現存する『虞羡碑』は3枚あり、三国・両晋時代では代表的な「官吏碑」であり銘文が相似している。三国時代の重要な文化的遺物であり、磚の文字は正方形に整っており、書法は依然として隸書の方式を残している。これは三国・両晋の書道のスタイルの進化を反映している。